# Andorinha-dos-charcos-africana

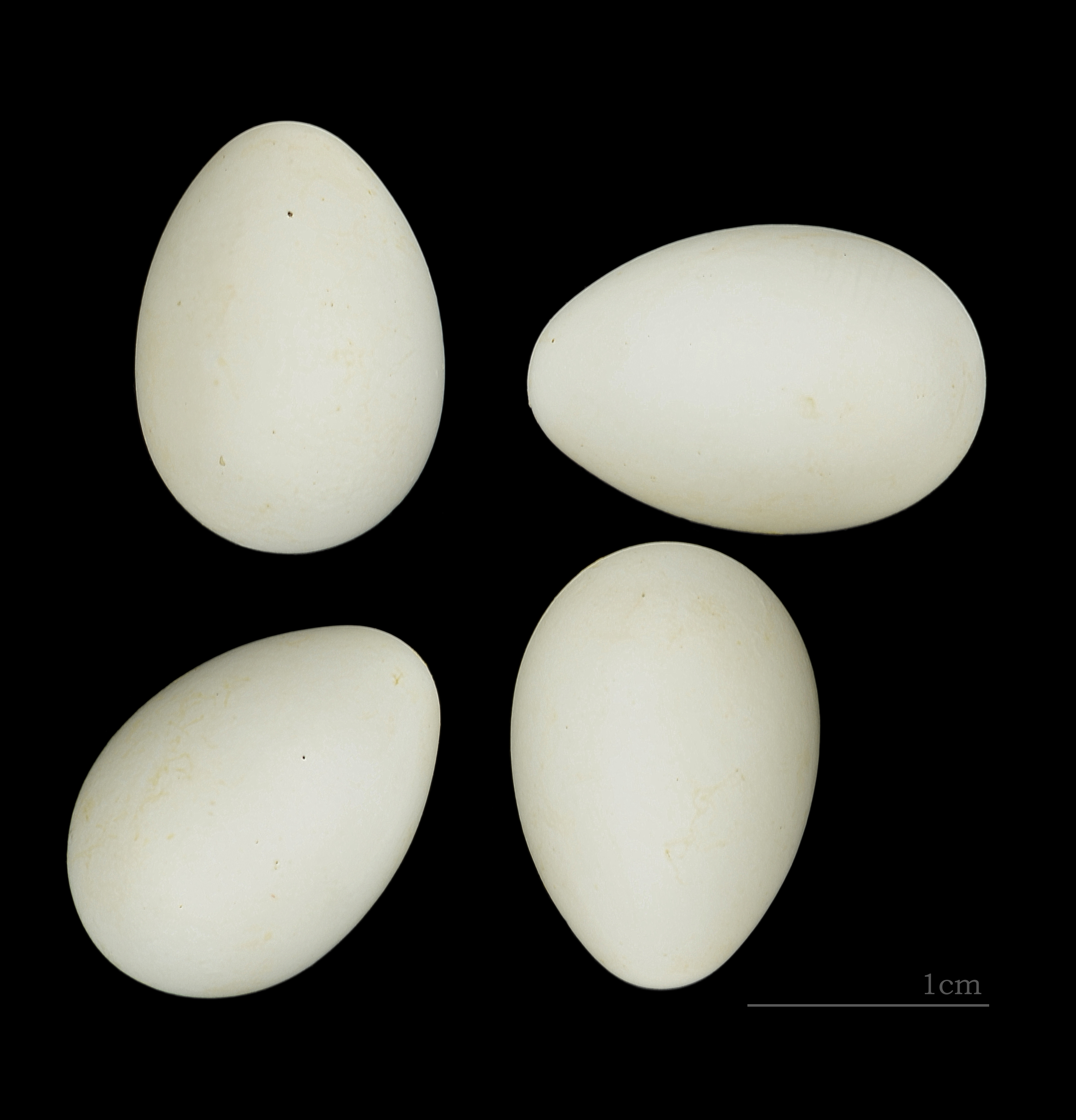
Riparia paludicola

A andorinha-dos-charcos-africana (Riparia paludicola) é uma pequena ave passeriforme da família Hirundinidae, amplamente distribuída pela África. Antigamente, era considerada conspecífica com a andorinha-dos-charcos-asiática [en] (Riparia chinensis) e a Riparia cowani [en].

## Taxonomia
A andorinha-dos-charcos-africana foi formalmente descrita em 1817 pelo ornitólogo francês Louis Pierre Vieillot. Ele a colocou no gênero Hirundo e cunhou o nome binomial Hirundo paludicola. O epíteto específico paludicola vem do latim e significa “morador do pântano” (de palus, paludis significa “pântano” e -cola significa “morador”. Vieillot baseou seu relato em “L'hirondelle à front roux”, da África do Sul, que havia sido descrito e ilustrado em 1806 por François Levaillant. A andorinha-dos-charcos-africana agora faz parte do gênero Riparia [en], que foi introduzido em 1817 pelo naturalista alemão Johann Reinhold Forster. Antigamente, era considerada conspecífica com a andorinha-dos-charcos-asiática e Riparia cowani.
São reconhecidas seis subespécies, que diferem em tamanho e tons de plumagem das partes superiores ou inferiores:
- R. p. mauritanica (Meade-Waldo [en], 1901) - oeste do Marrocos
- R. p. minor (Cabanis, 1851) - Senegal e Gâmbia até o norte da Etiópia
- R. p. schoensis (Reichenow [en], 1920) - centro da Etiópia
- R. p. newtoni (Bannerman, 1937) - nordeste da Nigéria e oeste de Camarões
- R. p. ducis (Reichenow, 1908) - leste da República Democrática do Congo, Uganda, Quênia e áreas norte e central da Tanzânia
- R. p. paludicola (Vieillot, 1817) - de Angola ao sul da Tanzânia e ao sul da África do Sul

## Descrição
A andorinha-dos-charcos-africana, com 12 cm de comprimento, é marrom na parte superior e branca ou marrom-claro na parte inferior. Ela não tem a faixa marrom estreita no peito apresentada pela andorinha-das-barreiras; o bico é preto e as pernas são marrons. Os sexos são semelhantes, mas os jovens têm pontas claras nas penas da garupa e das asas.
O canto da andorinha-dos-charcos-africana é contínuo quando as aves estão voando e se torna um tom de conversa depois que elas se acomodam no poleiro. Há também um som áspero de alarme.

## Distribuição e habitat
Tem uma ampla distribuição na África. É uma espécie parcialmente migratória, com algumas populações fazendo movimentos sazonais. Em geral, está intimamente associada à água, como sugere seu epíteto específico paludicola.

## Comportamento
O dorso marrom, o tamanho pequeno e o voo mais rápido e brusco distinguem imediatamente a andorinha-dos-charcos-africana da maioria dos outros membros da família das andorinhas. Ela é mais parecida com a andorinha-das-barreiras (Riparia riparia), que é sua contraparte do norte.

### Reprodução
A andorinha-dos-charcos-africana é colonial em seus hábitos de nidificação, com muitos pares se reproduzindo próximos uns dos outros, de acordo com o espaço disponível. Os ninhos ficam no final de túneis de 30 a 60 cm de comprimento, perfurados em bancos de areia. O ninho real é uma ninhada de palha e penas em uma câmara no final da toca. Dois a quatro ovos brancos constituem a ninhada normal e são incubados por ambos os pais.

### Alimentação
O alimento dessa espécie consiste em pequenos insetos, principalmente mosquitos e outras moscas cujos estágios iniciais são aquáticos.